# Штрунцит
Штрунцит — мінерал, водний гідроксилфосфат манґану та заліза.
Названий за прізвищем німецького мінералога Г.Штрунца (H.Strunz), C.Frondel, 1957.

## Опис
Хімічна формула: Mn2+Fe23+[PO4]2(OH)2x6H2O.
Сингонія триклінна або моноклінна. Форми виділення: пористі маси та волосоподібні або листуваті кристали, сноповидні зростки з волокон довжиною близько 2 см, налети. Двійники по (100). Густина 2,47-2,56. Твердість 2,5-3,5. Колір жовтий, солом'яний. Продукт вивітрювання фосфатних мінералів в пегматитах та інш. породах, які містять фосфати. Супутні мінерали: трифілін, рокбриджит, берауніт, лейліт, стюартит, ксантоксен та інш. Рідкісний.

## Поширення
Зустрічається в пегматитах Палермо, на руднику Флетчер, шт. Нью-Гемпшир, в шт. Мен і Айдахо (США) та родов. Хагендорф (ФРН), в Морашіце (Сх. Чехія), Штирії (Австрія), Франції, Сабугаль (Португалія).